# آشتون (آیداهو)
آشتون(به انگلیسی: Ashton) شهری در شهرستان فرمونت ایالت آیداهو است که جمعیت آن در سرشماری سال ۲۰۱۰ میلادی ۱٬۱۲۷ نفر بوده است.